# Nicola Michetti
 (août 2016).
Le contenu est difficilement compréhensible vu les erreurs de traduction, qui sont peut-être dues à l'utilisation d'un logiciel de traduction automatique.
Pour les articles homonymes, voir Michetti.

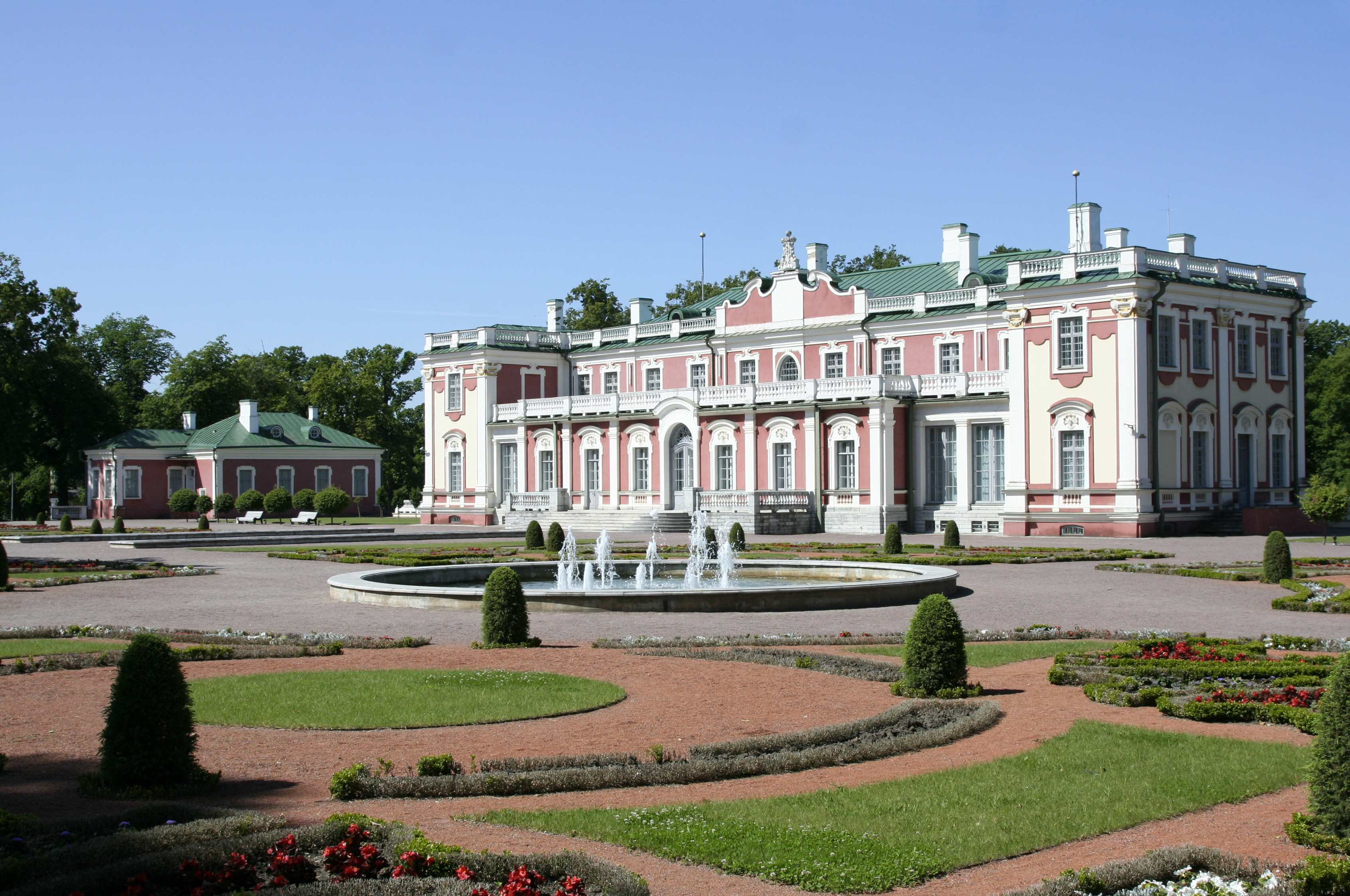
Vue du château de Catharinenthal

Nicola Michetti, né le 7 décembre 1675 à Rome et mort le 12 novembre 1759, est un architecte baroque italien qui fut actif dans l'Empire russe.

## Biographie
Nicola Michetti était connu sous le nom de Niccolò et il était le troisième de neuf enfants, fils de Francesco, domestique, et d'Anna Riccardi, son épouse. Il a épousé Marie-Catherine Fiascone en 1702.
En 1704, au début de sa carrière, l’architecte italien est engagé pour la réalisation de certains dessins et peintures sur toile pour les plafonds du Belvedere. Il suit quelque temps Carlo Fontana, le surintendant à la restauration des palais du Vatican. Michetti, en étant l’élève de Carlo Fontana, reprend les couleurs et les autres conventions graphiques des plans et des sections conçues par le maître, et l'utilisation de modèles en bois amovibles pour vérifier les jonctions des projets[Quoi ?]. C’est pourquoi Michetti devait ajouter à la perspective les connaissances mécanique de la construction, pour aider le fils de Carlo Fontana avec le transport de la colonne d'Antonin le Pieux[Quoi ?] ; dont Niccolò s'inspire pour un dessin, le premier connu, où le monument est en arrière-plan dans un dessin pour la Fontaine de Trevi. De même, il dirige le chantier de la reconstruction de la basilique des Saints-Apôtres en 1709.
Après la mort de Carlo Fontana en 1714, Michetti a essayé de trouver des commandes publiques comme le prouvent les dessins datant de 1713 pour l'évêché de Sulmona, ville détruite par un tremblement de terre en 1706, et sa participation au concours de la sacristie. Le cardinal Giuseppe Sacripante le charge de la restauration d'une chapelle de la cathédrale de Narni, sa ville natale en Ombrie, et à Rome de l'aménagement de la chapelle Saint-Ignace destinée à abriter sa sépulture.
Iouri Kologrivov (ru), agent diplomatique de Pierre le Grand à Rome, invite Michetti à s'installer à Saint-Pétersbourg, le persuadant grâce à la perspective de récompenses et de notoriété. En effet, grâce à cette tâche qui, bien que brève, Michetti s’à adapté à des différentes conditions environnementales, de travail et d'enseignement, inspirés par le maitre Fontana.[Quoi ?] Le tsar lui commande de concevoir le Catharinenthal, sa résidence de Reval, ainsi que le palais et les jardins de Strelna. À la mort de Le Blond, chef du plan d'urbanisme de Saint-Pétersbourg, Michetti est nommé architecte et conçoit des bâtiments, des boulevards, les fontaines et les jardins de Peterhof. Tous les projets liés aux réformes pétriniennes sont cependant restés sur le papier comme le plan d'un collège, ou le jardin de Pierre. De même, les projets de la nouvelle cathédrale sur la pointe de l'île Vassilevski et du phare de Cronstadt, indiquant aux navires la proximité de la ville, n'ont jamais été réalisés. Le départ de l’architecte, en 1723, était motivé par la nécessité de contrôler les dépenses de marbre extrait en Italie pour Peterhof et de limiter les frais, à cause des dépenses militaires, après la mort de Pierre Ier.
De retour à Rome, grâce à la notoriété acquise au cours de son séjour en Russie, Michetti obtient le titre de chevalier et l’élection comme architecte à l'Académie de S. Luca. Clément XII nomme Michetti architecte de la Chambre apostolique en 1730 et lui confie l'agrandissement de l'église Saint-Pierre-l'Apôtre de Castel San Pietro. Malgré la confiance du pape, Michetti ne se contente pas de sa charge d'architecte modeste des bâtiments publics. Il noue aussi des relations de confiance avec les grandes familles de la noblesse, comme les Falconieri (it) ; ainsi, le prince Mario lui laisse une pension mensuelle de 35 couronnes.
Michetti meurt à son domicile à Rome, donnant sur la piazza Margana. Après sa mort, son assistant Nicola Forti lui succède, comme architecte d'édifices sacrés.

### Repères biographiques
Nicola Michetti est un élève de Carlo Fontana. Il travaille de 1717 à 1723 à l'église Saint-Pierre de Zagarolo, puis au palais Constantin pour Pierre le Grand et à l'été 1718 au château de Catharinenthal près de Reval (aujourd'hui Tallinn). Michetti est l'auteur des fontaines du palais de Peterhof près de Saint-Pétersbourg.
De retour à Rome, il dessine en 1731-1732 la façade occidentale du palazzo Colonna.

## Source
- (de) Cet article est partiellement ou en totalité issu de l’article de Wikipédia en allemand intitulé « Nicola Michetti » (voir la liste des auteurs).